# Экваллинс (стадион)
Стадион «Экваллинс» (швед. Ekvallens IP) — спортивное сооружение в Густавсберге, Швеция. Предназначен для проведения футбольных матчей в летний период и хоккейных — в зимний. Арену для домашних игр использует команда по хоккею с мячом — Густавсберг ИФ. Трибуны спортивного комплекса вмещают 1 500 зрителей.
Открыта арена в 1930 году, реконструирована в 1997 году. Рекорд посещаемости, который составил 1300 зрителей, был установлен на матче Швеция — Финляндия в 2001 году.
Инфраструктура: искусственный лёд с 1997 года.

## Информация
Адрес: Густавсберг, Skärgårdsvägen, 13 (Gustavsberg, Värmdö)